# Ms. Foundation for Women

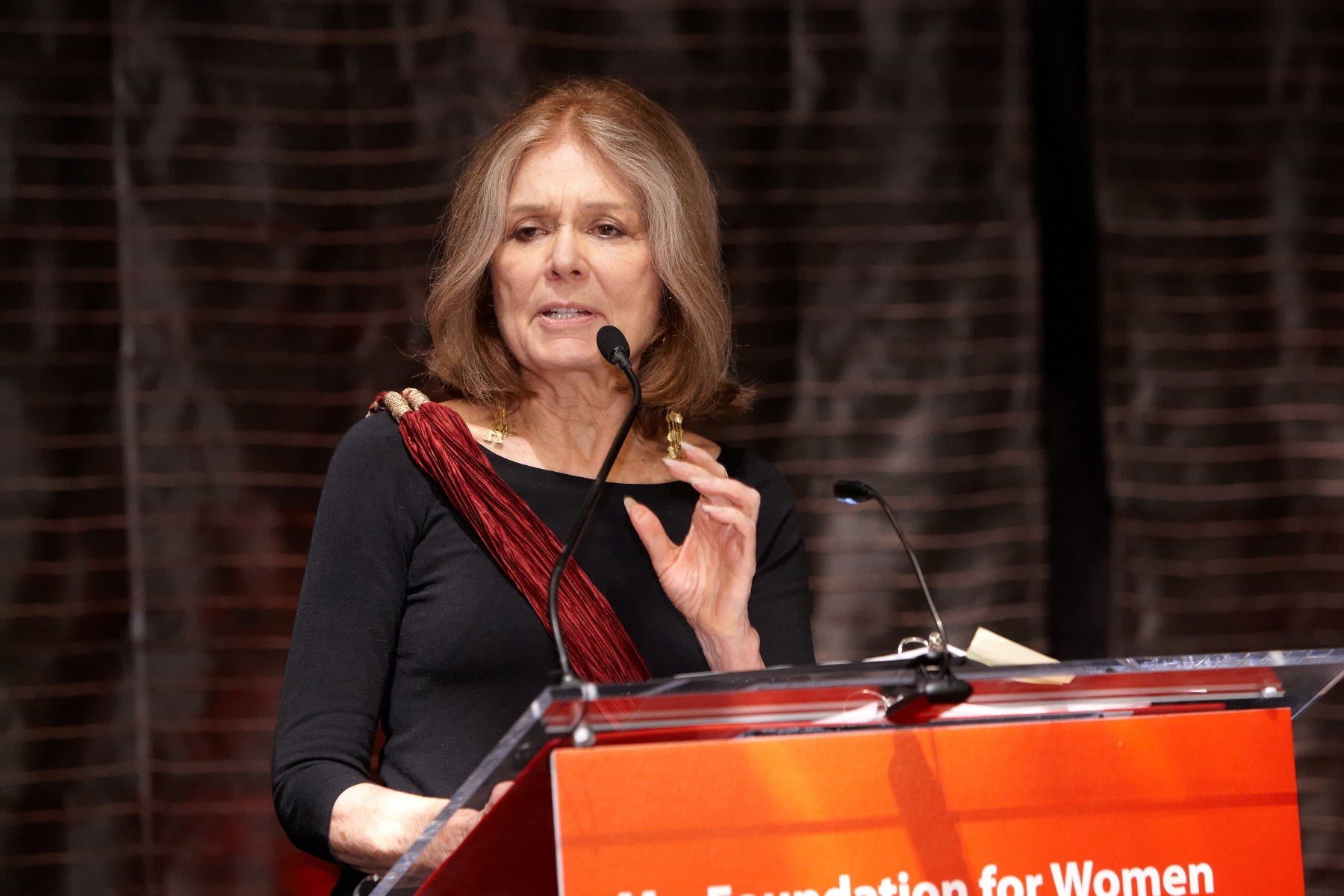
Gloria Steinem, une des fondatrices de l'organisation

La Ms. Foundation for Women est une organisation à but non lucratif américaine, créée en 1972  par Gloria Steinem, Patricia Carbine, Letty Cottin Pogrebin et Marlo Thomas, et qui vise à délivrer des fonds et d'autres ressources stratégiques aux structures qui permettent de faire entendre la voix des femmes à travers les États-Unis.